# 徐錦江
徐錦江（英語：Elvis Tsui Kam Kong，1961年10月13日—），香港男演員及畫家，也擅長藝術創作，畢業於廣州美術學院，師承已故嶺南畫派國畫大師關山月。

## 背景

### 早年生活
徐锦江出生于一个杏林家庭，家有一名胞妹。父母、祖父、姑姑和叔叔均是醫生。在文化大革命發生時，第一個被抄家的是他的家庭。徐锦江的父親為哈爾濱人，而母親則為秘魯人。故此徐錦江擁有秘魯血統。徐父在徐錦江就讀初中時已邀請友人向他和他的胞妹傳授醫學知識。後來他向父親表明想學習繪畫的心意，於是拜與父親為世交的嶺南畫派國畫大師關山月為師。當徐錦江入讀廣州美術學院時，父親便因病去世。他畢業後本來打算經香港到美國尋找祖父。途中在九龍尖沙咀花城海鮮酒家吃午餐時遇到麥當雄和麥當傑兄弟。麥當傑詢問徐錦江當演員的意願，結果安排他到嘉禾電影公司試鏡。

### 成為演員
徐錦江在1981年來到香港发展，初期曾開個人畫展，但其作品不獲香港人注意。他也曾於入行前當過模特兒和夜總會歌手。1981年考入第10期無綫電視藝員訓練班，著名的同期同學有劉德華、吳家麗、梁家輝、戚美珍、張之亮、黃耀明等，1983年正式踏入电影圈。由於外型較剛強且兇悍，徐多數飾演反派，如《省港旗兵2》中之李向東、《省港旗兵3》中之毛向陽。曾演出三級片，例如在《色情男女》中的飾演一位性無能的三級片演員，使他第二次獲得1997年最佳男配角提名。此前於1994年，亦憑《水滸傳之英雄本色》魯智深一角首次獲得香港電影金像獎最佳男配角提名。而他曾有十年時間患上抑鬱症。由於拍攝了不少三級電影和一本寫真集《形神集》，令徐錦江與母親和胞妹的關係轉差。他之所以會拍攝三級作品是因為他認為演員應該要有多面性，不只局限在一個方面演出。

### 藝術創作
徐锦江也喜欢艺术创作，比如：画画、雕塑、设计包装等等。其中畫作及雕塑是他擅長的範疇。徐锦江亦是相聲演員師承關係系統中第八代的傳人，是唐杰忠的徒弟。現在於北京定居，並於北京東五環的環鐵藝術區成立個人的工作室「混空間」以作藝術交流和為中國畫家提供國外展覽的機會。另於安徽蚌埠市設立「徐錦江藝術中心」。徐锦江多年來創作的作品中有部分曾於巴黎大皇宮美術館展出，亦曾獲中國郵政印成郵票圖樣發行。

## 軼聞
- 徐錦江喜歡和兒子徐菲玩生存遊戲，因為他希望透過這種遊戲讓兒子體驗成長中難免經歷的痛苦和沮喪，而且亦讓他知道遊戲跟生活一樣，每分每秒都要認真面對。[7]
- 他有收藏木頭家具的習慣，而他主要收藏的是明朝及清朝兩代的家具，即是個人非常喜歡的用黄花梨木和紫檀木造的家具。[5]
- 徐錦江表示自己做演員的年資長，好多角色也拍過，已經沒有遇到令自己充滿激情及好想拍的戲份。直至現在，就算有人找他拍與鰲拜和金毛獅王有關的戲，他連劇本都不想看。[3]
- 他自言經常游手好閒，所以給了自己一個封號叫「禮拜日畫家」，每逢星期日全日休息，做自己想做的事。[8]
- 由於長相神似好萊塢男星克里斯·漢斯沃，所以常被網友拿兩人的長相進行互換惡搞，兩人在得知此事後，還因此有過一段有趣的互動。[9]
- 亦被指與《俠盜獵車手》主角、《七龍珠》的那巴與撒旦先生、《龍虎之拳》的MR.BIG、《越南大戰》的艾倫軍曹、《三國志吞食天地2-赤壁之戰》的魏延相似。
- 中國版本的聖誕老人：因為鰲拜的角色造型和聖誕老人有一點相似，所以網友稱呼為「中國版的聖誕老人」。
- 中國版本愛因斯坦：徐锦江在《百变星君》中扮演的姜师教授，角色造型有點像爱因斯坦。

## 演出作品

### 電影
| 年 份  | 片 名                        | 角 色          | 備 註                              |
| 1983年 | 三闖少林                     | 十二金剛       |                                    |
| 1983年 | 邵氏「魔」                   | 清照大師       |                                    |
| 1984年 | 我愛神仙遮                   |                |                                    |
| 1984年 | 布衣神相                     | 點蒼派掌門人   | 此時名為：徐錦光                   |
| 1985年 | 歌舞升平                     |                |                                    |
| 1985年 | 聖誕奇遇結良緣               | 殺手           | 台：汽水炸彈                       |
| 1985年 | 鬼馬飛人                     | 外星人         |                                    |
| 1986年 | 神探朱古力                   |                |                                    |
| 1986年 | 原振俠與衛斯理               | 大祭司         |                                    |
| 1987年 | 英雄好漢                     |                |                                    |
| 1987年 | 龍虎風雲                     | 爛命華         |                                    |
| 1987年 | 好賭英雄                     | 雲妮的老公     | 客串                               |
| 1987年 | 省港旗兵2                    | 李向東         | 林國斌                             |
| 1989年 | 省港旗兵3                    | 毛向阳         |                                    |
| 1989年 | 三狼奇案                     | 鄧子敬         | 史實為倪秉堅                       |
| 1989年 | 急凍奇俠                     |                |                                    |
| 1990年 | 省港旗兵4                    | 王兵           | 六四，黄雀行动                     |
| 1991年 | 跛豪                         | 啞七           |                                    |
| 1991年 | 監獄風雲2逃犯                | 鬼見仇         |                                    |
| 1991年 | 玉蒲團之偷情寶鑑             | 權老實         |                                    |
| 1992年 | 危險情人                     |                |                                    |
| 1992年 | 鹿鼎記                       | 鰲拜           |                                    |
| 1992年 | 誓不忘情                     | 林威           | 台：霹靂大神探                     |
| 1992年 | 聊齋艷譚3之燈草和尚          |                |                                    |
| 1993年 | 飛狐外傳                     | 鳳天南         |                                    |
| 1993年 | 新流星蝴蝶劍                 | 孫玉伯         |                                    |
| 1993年 | 水滸傳之英雄本色             | 魯智深         | 提名第13屆香港電影金像獎最佳男配角 |
| 1993年 | 歲月風雲之上海皇帝           | 袁嘯軍         |                                    |
| 1993年 | 上海皇帝之雄霸天下           | 袁嘯軍         |                                    |
| 1994年 | 刀劍笑                       | 橫刀           |                                    |
| 1994年 | 六指琴魔                     | 東方白         |                                    |
| 1994年 | 正乞兒                       | NA(不明)       |                                    |
| 1994年 | 九品芝麻官                   | 雷豹（豹子頭） |                                    |
| 1994年 | 青樓十二房                   | 王爺           | 台：大唐十二行房                   |
| 1994年 | 滿清十大酷刑                 | 啫神雲中龍     |                                    |
| 1994年 | 不扣鈕的女孩                 | 龍貓           |                                    |
| 1994年 | 賭神2                        | 郝精忠         |                                    |
| 1994年 | 梁祝                         | 祝父           |                                    |
| 1994年 | 香港淪陷                     |                | 台：魔鬼女集中營                   |
| 1995年 | 烈火戰車                     | 老鬼           |                                    |
| 1995年 | 百變星君                     | 姜司教授       | 台：百變金剛                       |
| 1995年 | 南洋十大邪术                 | 阿江           |                                    |
| 1995年 | 夜半1點鐘                    | 阿明           |                                    |
| 1995年 | 十兄弟                       | 大帅           |                                    |
| 1996年 | 色情男女                     | 華叔           | 獲得第16屆香港電影金像獎最佳男配角 |
| 1996年 | 南洋第一邪降                 | 林國江         |                                    |
| 1996年 | 紅燈區                       | 嚤囉哥         |                                    |
| 1996年 | 龍虎砵蘭街                   | 串王           |                                    |
| 1996年 | 癲馬女郎之一夜情             | 大興           |                                    |
| 1996年 | 玉蒲團之玉女心經             | 西門堅         |                                    |
| 1996年 | 玉蒲團笑傳                   | 未央生         |                                    |
| 1996年 | 賭神3之少年賭神              | 劉大千         |                                    |
| 1997年 | 蜜桃成熟時1997               | 徐小鳳         |                                    |
| 1997年 | 夜半2點鐘                    | 龍哥           |                                    |
| 1997年 | 西廂艷談                     | 法本大師       |                                    |
| 1997年 | 聊齋艷譚之幽媾               |                |                                    |
| 1997年 | 一個字頭的誕生               | 波子坤         |                                    |
| 1997年 | 黑獄斷腸歌之砌生豬肉         | 三隻腳         |                                    |
| 1997年 | 迴轉壽屍                     | 阿仁           |                                    |
| 1998年 | 極度強姦                     |                |                                    |
| 1998年 | 色降II萬里驅魔               |                |                                    |
| 1998年 | 玉蒲團之官人我要             | 雷大官人       |                                    |
| 1998年 | 猛鬼食人胎                   | 徐大帥         |                                    |
| 1998年 | 玉女聊齋                     | 陸判官         |                                    |
| 1998年 | 風雲之雄霸天下               | 劍貧           |                                    |
| 1998年 | 面青青有排驚                 | 敘述者         |                                    |
| 1998年 | 戇豆豆追女仔                 | 露雲龍         |                                    |
| 1999年 | 女色狼                       |                |                                    |
| 1999年 | 水滸傳之英雄好色             | 黑旋風李逵     |                                    |
| 1999年 | 蕩女痴男                     | 梁天來         |                                    |
| 1999年 | 原始武器                     | 梁sir          |                                    |
| 1999年 | 中華英雄                     | 錢無義         |                                    |
| 2000年 | 決戰紫禁之巔                 | 金鬍子         |                                    |
| 2000年 | 黑獄斷腸歌2之無期徒刑        | 山東豹         |                                    |
| 2000年 | 流氓師表                     | 校長           |                                    |
| 2003年 | 絕種鐵金剛                   | 龍一           |                                    |
| 2011年 | 倩女幽魂                     | 村長           |                                    |
| 2012年 | 一代宗師                     | 熊委員         |                                    |
| 2015年 | 壹獄壹世界：高登闊少踎監日記 | 曾貴雄 (鬼王)  | 客串                               |
| 2022年 | 天之書                       |                |                                    |

### 電視劇

#### 無綫電視
- 1981年：《千王群英會》 飾 仇大千手下
- 1981年：《佛山贊先生》飾 史葛先生
- 1981年：《火鳳凰》 飾 CID (第1集)
- 1981年：《富貴榮華》 飾 同學
- 1981年：《鱷魚潭》 飾 打手 (第8集)
- 1982年：《星塵》飾 處理器 (第18集)
- 1996年：《大刺客之荊軻》 飾 荊軻
- 1996年：《廉政行動1996之飛越關卡》 飾 劉大鵬
- 1996年：《殲滅行動》(電視電影)  飾

#### 亞洲電視
- 1995年：《九王奪位》 飾 年羹堯
- 1995年：《包青天之英雄本色》 飾 陳牛/符飛絮
- 2000年：《香港一家人》
- 2003年：《濟公傳奇》

#### 香港電台
- 2011年：《一屋住家人》

#### 其他
- 1998年：《水滸後傳之拭血問劍》 飾 魯智深
- 1999年：《食神》
- 1999年：《新方世玉》飾 鰲天威
- 2000年：《小寶與康熙》 飾 鰲拜 （華視）
- 2000年：《天地傳說之寶蓮燈》
- 2002年：《絕世雙驕》 飾 魚老大
- 2002年：《倚天屠龍記》 飾 金毛獅王謝遜
- 2002年：《書劍恩仇錄》 飾 禿鷹
- 2002年：《银鼠》 飾 牛大鼻子
- 2002年：《唐伯虎八美圖》 飾 祝枝山
- 2003年：《隋唐英雄传》 饰 王示（潞州店的店主，通称：王小二）
- 2004年：《小魚兒與花無缺》 飾 惡通天
- 2004年：《萍蹤俠影》 飾 赤角摩珂
- 2005年：《仙劍奇俠傳》 飾 拜月
- 2005年：《偵探物語》 飾 老灰
- 2005年：《天外飛仙》 飾 玉皇大帝
- 2005年：《新紅樓夢》 飾 賈璉
- 2008年：《射鵰英雄傳》 飾 歐陽鋒
- 2008年：《鹿鼎記》 飾 鰲拜
- 2009年：《楊貴妃秘史》 飾 安祿山
- 2011年：《西游记》 饰 沙僧
- 2012年：《楚汉传奇》饰 魏王魏豹
- 2014年：《江南四大才子》 饰 宁王
- 2014年：《末代皇帝传奇》 饰 张勋
- 2014年：《布袋和尚新传》饰 白象精
- 2023年：《在下李佑》(網絡劇)饰

### 電視節目

#### 無綫電視
- 1996年：《超級無敵獎門人》（第28集）
- 1999年：《天下無敵獎門人》（第24集）
- 1999年：《公益金屋開心Show》（第7集）
- 1999年：《驚天動地獎門人》（第19集）
- 2000年：《宇宙無敵獎門人》（第11集）

#### 亞洲電視
- 1997年：《星空下的傾情》（第10集）

### 文化節目
- 2015年：《好想藝術》（香港電台，第三輯、第二季）

### 廣告
- 2016年：PlayStation VR（與周柏豪、曾江、盛智文、達哥、杜小喬、孫慧雪、歐陽偉豪、鄭希怡、侯煥玲、張松枝合作）
- 2017年：黑人牙膏
- 2019年：手遊新鹿鼎記

## 書籍
- 1997年《形神集》 个人写真集。
- 2000年《天地男儿》 个人自传，广州出版。

## 獎項

### 香港電影金像獎
| 年份   | 頒獎典禮             | 獎項       | 作品                 | 結果 |
| ------ | -------------------- | ---------- | -------------------- | ---- |
| 1994年 | 第13屆香港電影金像獎 | 最佳男配角 | 《水滸傳之英雄本色》 | 提名 |
| 1997年 | 第16屆香港電影金像獎 | 最佳男配角 | 《色情男女》         | 提名 |